# دهستان قرق
دهستان قرق، دهستانی از توابع بخش بهاران شهرستان گرگان در استان گلستان ایران است.

## جمعیت
جمعیت این دهستان براساس سرشماری سال ۱۳۸۵ دارای (۵٬۹۷۴ خانوار) برابر با ۲۴٬۰۱۴ نفر بوده است.
زبان مردم این دهستان به زبان[[مازندرانی]] طبری سخن میگویند. 